# Otrzęsiny
Otrzęsiny – rytualny akt inicjacji do danej grupy, pełniący często rolę obrzędu przejścia, zakończenia procesu dojrzewania, wzajemnej integracji czy chrztu bojowego, polegający na celowym, bądź również prowokacyjnym wykorzystywaniu niższych hierarchią osób, do ustalonej wcześniej czynności. Akt ten może przybrać różnorakie formy, począwszy od imprezy integracyjnej, poprzez zastosowanie wobec uczestników żartobliwych prób, zadań czy turniejów, a skończywszy na praktykowaniu agresji poprzez znęcanie, nękanie czy upokarzanie danej osoby, przy zastosowaniu wobec niej fizycznej lub psychicznej przemocy, często zagrażającej zdrowiu lub życiu.
W zamierzeniu otrzęsiny mają na celu zarówno integrację nowego członka z grupą, po której otrząsana osoba staje się zwykle pełnoprawnym członkiem danej społeczności, jak i także wyznaczenie granic pomiędzy relacjami członków danych hierarchii. Zjawisko to może jednak przyjmować dużą skalę, stanowiąc niebezpieczeństwo dla otrząsanych, w szczególności, gdy odbywa się bez wiedzy władz, przełożonych lub opiekunów. Taki proces, w zależności od miejsca występowania, określany jest terminem fala (zob. fala w wojsku) lub kocenie (zob. przemoc w szkole).

## Historia

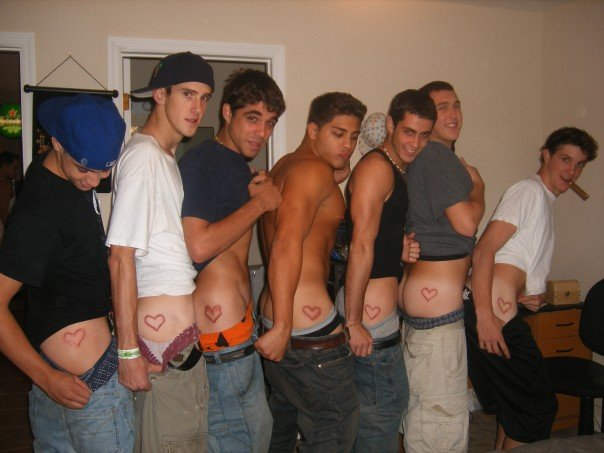
Skaryfikacja jako forma otrzęsin

Różne formy inicjacji istniały w każdej kulturze od najdawniejszych czasów. Najstarsze wzmianki dotyczą starożytnej Krety, gdzie chłopcy po osiągnięciu dojrzałości mieli m.in. wystąpić nago w „festiwalu obnażenia” (Ekdysia). W Sparcie młodzież musiała kraść oraz łupić helotów, a w wieku 18 lat przejść przez rytuał przy ołtarzu Artemidy. Polegał on na próbie kradzieży sera, kiedy druga grupa bezlitośnie biła batami „złodziei”, ku uciesze widowni.
Otrzęsiny wśród studentów istniały od czasu powstania szkół – w średniowieczu zjawisko to nosiło nazwę beania. Francisco de Quevedo y Villegas zawarł motyw fali wśród studentów w swojej powieści El Buscón (1626). W 1684 Joseph Webb został wyrzucony z Harvardu za znęcanie się nad innymi.
Warunkiem wstąpienia do zakonu templariuszy było przejście przez specyficzny rodzaj inicjacji.

## Metody i skala współcześnie
- W wielu placówkach edukacyjnych organizowane są oficjalne otrzęsiny, które mają na celu polepszyć integrację wewnątrzszkolną. W zamierzeniu dążą także do wykluczenia nieoficjalnego kocenia[7].
- Najczęstsze metody nieoficjalnych otrzęsin w szkole mają na celu wyłącznie naruszenie godności osobistej ofiary poprzez malowanie pisakiem twarzy, zmuszanie do pompek, mierzenia zapałką, bicie (pasy), wkładanie głowy do sedesu połączone zazwyczaj ze spuszczaniem wody (płukanko, spłuczka, wodnik szuwarek) oraz płacenie haraczu[8][9]. Dużo rzadziej jest to naruszenie strefy seksualnej lub poważne zagrożenie zdrowia, lub życia[10]. Ze wszystkich rodzajów szkół podane praktyki dotyczyły najczęściej gimnazjów i szkół zawodowych[11][12]. Dla około 1/3 uczniów to przemoc (w jakiejkolwiek formie) jest największym problemem w szkole[13].
- W niektórych krajach (ale zazwyczaj nie w Polsce) brutalne otrzęsiny odbywają się także na wyższych uczelniach. Mają one często charakter seksualnego poniżania oraz zmuszania do tzw. czynności upokarzających nowo przyjętych studentów[14] (dotyczy to także uczelni medycznych)[15]. Otrzęsiny na polskich uczelniach mają charakter nieobowiązkowej zabawy, jednak incydentalne przypadki fali są także obecne[16].
- Fala w wojsku jest to nieformalny proceder wśród młodych mężczyzn odbywających zasadniczą służbę wojskową. „Kotami” są osoby przyjęte do służby, a tzw. dziadkami ci, którzy tę służbę niedługo opuszczą. Najbardziej drastyczne formy poniżania „kotów” polegają m.in. na tzw. bolesnej czynności skręcania moszny, zwanej także kręceniem wora.
- Bardzo brutalna jest odmiana fali w wojsku rosyjskim – diedowszczyna. W jej wyniku zginęło w 2006 roku co najmniej 292 ludzi, z czego większość to były samobójstwa poniżanych rekrutów. Rodzice robią wszystko, aby ich synowie uniknęli poboru (dlatego liczba zdolnych do walki wynosi około 9%)[17]. W przeciwieństwie do innych krajów, w Rosji fala odbywa się za przyzwoleniem oficerów[18]. Przetrwanie służby wojskowej wiąże się zazwyczaj z upokorzeniem i urazami fizycznymi[19][20]. Wprowadzony w 1967 roku czteroczęściowy system poboru został zmieniony (a sama służba skrócona) w 2008 roku[17].
- istnieje także akt organizowania tzw. kolorowych nocy (najczęściej białych, czerwonych i zielonych), organizowanych na wyjazdach, czy koloniach[21].
- spotykana jest też tzw. Ameryka, czyli przejściowy okres obserwacji i prób w więzieniu, który trwa od kilku tygodni do kilku miesięcy i decyduje o kwalifikacji do określonych grup więziennych, takich jak grypserka, cwele lub niegrypsujący[22].

## Imprezy otrzęsinowe
Otrzęsiny przyjmują także formę oficjalnych imprez integrujących, odbywających się z okazji początku roku akademickiego, będących wydarzeniami, niestanowiącymi żadnego niebezpieczeństwa dla jej uczestników, mając w założeniu pozytywnie wpłynąć na relacje międzyludzkie wśród studentów. Wiele wyższych uczelni organizuje własne otrzęsiny – dla wszystkich swoich uczniów, czy też wybranych roczników albo wydziałów. Nieraz odbywają się także otrzęsiny przeznaczone dla studentów wielu uczelni. 
Największą i najstarszą tego typu imprezą w Polsce są WOW! Wielkie Otrzęsiny. Jest to impreza klubowa, odbywająca się na początku października jednocześnie w kilkunastu czy kilkudziesięciu klubach danego ośrodka akademickiego. Lokalne edycje WOW! odbywają się we Wrocławiu, Warszawie (od 2006), Poznaniu (od 2007), Krakowie i Łodzi (od 2011).

## Kontrowersje
Motyw oficjalnych i nieoficjalnych otrzęsin jest kontrowersyjny i wiele organizacji stara się ograniczyć ten proceder. Oficjalne otrzęsiny (organizowane czasem w szkole) są rozumiane jako dodatkowy czynnik stresogenny, który nie ma żadnych zalet dla nowego ucznia (i nie wyklucza nieoficjalnej fali). Wśród zalet wymieniany jest większy prestiż bycia starszym. Osoby upokarzane są bardziej narażone na ryzyko popełnienia samobójstwa. Bardzo dużo osób (około 20%), a zwłaszcza chłopców, wstydzi się przyznać, że były upokarzane lub bite przez innych. Rodzice natomiast nie potrafią w zdecydowanej większości wykryć poniżania własnych dzieci i większość takich wypadków pozostaje nieujawniona.